# Indira Varma
Indira Anne Varma (Bath, Somerset, Inglaterra, 27 de septiembre de 1973), conocida como Indira Varma,  es una actriz británica de padre indio y madre suiza-italiana. Es recordada por sus papeles como Ellaria Sand en Game of Thrones / y como Tala en Obi-Wan Kenobi.

## Carrera profesional
Indira debutó en el cine en la película de Mira Nair, Kamasutra, una historia de amor, y desde entonces ha tenido numerosos papeles destacados; recientemente en el 2014, en la serie de televisión de HBO, Game of Thrones como Ellaria Arena (papel que realizó hasta 2017).
También tuvo otros papeles en televisión: como la abogada Zoe Luther, en la galardonada serie dramática Luther, coprotagonizada por Idris Elba, y como Niobe, la esposa de Lucio Voreno, en la serie Roma, en HBO, que consiguió varios premios. Ha intervenido también en la serie norteamericana Bones, y fue actriz habitual en la serie médica 3 Ibs; participó en la serie Escudo humano, candidata al Emmy, y en la serie de ciencia ficción Torchwood, de la BBC.

## Filmografía

### Televisión
| Año       | Título                         | Rol                      | Notas |
| --------- | ------------------------------ | ------------------------ | --- |
| 1996      | Crucial Tales                  | Manreet                  | Episodio: "Phoenix"                                                                                                   |
| 1999      | Psychos                        | Dra. Martine Nichol      | Miniserie; 6 episodios                                                                                                |
| 2000      | Other People's Children        | Amy                      | |
| 2000–2001 | Attachments                    | Sasha                    | 4 episodios |
| 2001      | In a Land of Plenty            | Sonali Ganatra           | 4 episodios |
| 2001      | The Whistle-Blower             | Diane Crossman           | Telefilme |
| 2002–2010 | Arena                          | Varios                   | 2 episodios |
| 2003      | Rockface                       | Alison                   | Episodio: "2.5" |
| 2003      | The Canterbury Tales           | Meena                    | Episodio: "The Sea Captain's Tale"                                                                                    |
| 2003      | Reversals                      | Kathy Irwin              | Telefilme |
| 2004      | Donovan                        | Cara Mathis              | |
| 2005      | The Quatermass Experiment      | Judith Carroon           | Telefilme |
| 2005      | Love Soup                      | Suzanne Daley            | Episodio: "They Do Not Move"                                                                                          |
| 2005      | A Waste of Shame               | Lucie                    | Telefilme |
| 2005      | Broken News                    | Melanie Bellamy          | 6 episodios |
| 2005      | Little Britain                 | Varios                   | 3 episodios |
| 2005–2007 | Rome                           | Niobe                    | 15 episodes |
| 2006      | The Inspector Lynley Mysteries | Melissa Booth            | Episodio: "In the Blink of an Eye"                                                                                    |
| 2006      | Torchwood                      | Suzie Costello           | 2 episodios |
| 2006      | 3 lbs                          | Dra. Adrianne Holland    | 6 episodios |
| 2007      | The Whistleblowers             | Alisha Cole              | 6 episodios |
| 2008      | Comanche Moon                  | Therese Wanz             | Episodio: "1.2" |
| 2008      | Law & Order: Criminal Intent   | Bela Khan                | Episodio: "Assassin"                                                                                                  |
| 2008      | Bones                          | Inspector Cate Pritchard | Episodio: "The Yanks in the U.K.: Parts 1 & 2"                                                                        |
| 2009      | Inside the Box                 | Catherine Powell         | Telefilme |
| 2009      | Moses Jones                    | Dolly                    | 3 episodios |
| 2010      | Hustle                         | D.C.I. Lucy Britford     | 2 episodios |
| 2010      | Luther                         | Zoe Luther               | 7 episodios |
| 2010–2011 | Human Target                   | Ilsa Pucci               | 13 episodes |
| 2012      | Silk                           | George Duggan            | 6 episodios |
| 2012      | Hunted                         | Natalie Thorpe           | 5 episodios |
| 2012      | World Without End              | Mattie Wise              | 2 episodios |
| 2013      | What Remains                   | Elaine Markham           | 4 episodios |
| 2014–2017 | Game of Thrones                | Ellaria Sand             | 13 episodios Nominada – Screen Actors Guild Award for Outstanding Performance by an Ensemble in a Drama Series (2016) |
| 2016      | New Blood                      | Lisa Douglas             | 2 episodios |
| 2016      | Paranoid                       | Nina Suresh              | 8 episodios |
| 2018      | Patrick Melrose                | Anne Moore               | 5 episodios |
| 2019      | Carnival Row                   | Piety Breakspear         | 8 episodios |
| 2020–2021 | For Life                       | Safiya Masry             | 18 episodios |
| 2022      | Obi-Wan Kenobi                 | Tala                     | 3 capítulos Miniserie                                                                                                 |
| 2024      | Creature Commandos             | The Bride                | 8 episodios |

### Cine
| Año  | Título                                        | Rol               | Notas        |
| ---- | --------------------------------------------- | ----------------- | ------------ |
| 1996 | Kamasutra: Una historia de amor               | Maya              |              |
| 1997 | Clancy's Kitchen                              | Kitty             |              |
| 1997 | Sixth Happiness                               | Amy               |              |
| 1998 | Jinnah                                        | Ruttie Jinnah     |              |
| 2002 | Mad Dogs                                      | Narendra          |              |
| 2004 | Rover's Return                                | Zeta              | Cortometraje |
| 2004 | Bodas y prejuicios                            | Kiran Balraj      |              |
| 2006 | Instinto básico 2                             | Denise Glass      |              |
| 2007 | Sex and Death 101                             | Devon Sever       | Sin créditos |
| 2013 | Mindscape                                     | Judith Morrow     |              |
| 2014 | Exodus: Dioses y Reyes                        | Sumo Sacerdote    |              |
| 2016 | Una                                           | Sonia             |              |
| 2019 | Close                                         | Rima Hassine      |              |
| 2019 | Official Secrets                              | Shami Chakrabarti |              |
| 2020 | The One and Only Ivan                         | TBA               |              |
| 2021 | Crisis                                        | Madira Brower     |              |
| 2021 | Horas Silenciosas                             | Doctora Catherine |              |
| 2023 | Mission: Impossible – Dead Reckoning Part One |                   |              |